# Glenfaba
Glenfaba (Glion Faba in mannese) è uno dei sei Sheading dell'Isola di Man ed è formato dalle parrocchie di German, Patrick e dalla parrocchia urbana di Peel.